# Armageddon 2002
Armageddon 2002 è stata la terza edizione dell'omonimo pay-per-view, prodotto dalla World Wrestling Entertainment. L'evento si è svolto il 15 dicembre 2002 all'Office Depot Center in Sunrise. La vendita dei biglietti ha raggiunto i 500.000 di dollari e all'arena vi erano 9.000 spettatori

## Storyline
A SummerSlam, Shawn Michaels sconfisse Triple H in un Unsanctioned Street Fight; però, al termine dell'incontro, HHH assalì Michaels colpendolo con lo sledgehammer sulla schiena, infortunandolo. Michaels tornò a combattere tre mesi dopo, alle Survivor Series, dove vinse il primo Elimination Chamber match della storia, eliminando per ultimo proprio il campione in carica Triple H, conquistando il World Heavyweight Championship. Nell'episodio di Raw del 25 novembre, Michaels difese il titolo contro Rob Van Dam, grazie al sorprendente aiuto da parte di Triple H. Nell'episodio di Raw del 2 dicembre, Triple H sconfisse RVD, diventando il primo sfidante al titolo di Michaels ad Armageddon e, al termine del match, Michaels colpì HHH con la Sweet Chin Music. La settimana successiva, il General manager di Raw, Eric Bischoff, annunciò che il match titolato tra Shawn Michaels e Triple H di Armageddon sarebbe stato un Three Stages of Hell match con uno Street Fight come prima caduta, uno Steel Cage match come seconda caduta ed un eventuale Ladder match come terza caduta. Più tardi, in serata, Triple H sconfisse Jeff Hardy e, al termine del match, HHH e Ric Flair attaccarono Hardy, il quale venne salvato dall'intervento di Michaels che continuò a malmenare Triple H fino all'esterno dell'arena.
Alle Survivor Series, Big Show sconfisse Brock Lesnar conquistando il WWE Championship, grazie all'aiuto di Paul Heyman che tradì il suo assistito; ossia Lesnar. Nella puntata di SmackDown! del 21 novembre, Lesnar volle vendicarsi di Big Show ed Heyman, ma la General Manager di SmackDown! Stephanie McMahon lo informò che non avrebbe ottenuto il suo rematch titolato contro Show a causa del suo infortunio subito alle costole, durante il match delle Survivor Series, e che non avrebbe potuto mettere le mani addosso a Show o ad Heyman, perché altrimenti sarebbe stato sospeso. Più tardi, in serata, il match valido per il WWE Championship tra il campione The Big Show ed Edge terminò in no-contest a causa dell'intervento di Lesnar, che colpì Big Show con diverse sediate sulla schiena e rincorse Heyman fino nel backstage, dove Heyman riuscì a fuggire salendo su una limousine. Come stabilito da Stephanie McMahon, Brock Lesnar venne sospeso a causa delle regole infrante e, nonostante ciò, Lesnar colpì Show con una F-5 sul tavolo dei commentatori; al termine dell'assalto, Lesnar venne scortato fuori dall'arena dalle forze dell'ordine. Nella puntata di SmackDown! del 5 dicembre, Kurt Angle sconfisse Eddie Guerrero, Chris Benoit ed Edge in un fatal-four way match, diventando il primo sfidante al WWE Championship di Big Show ad Armageddon. Al termine del match, Big Show colpì Angle con una chokeslam all'interno del ring.

## Evento
Prima della messa in onda dell'evento, Jeff Hardy sconfisse D'Lo Brown a Sunday Night Heat dopo l'esecuzione di un diving crossbody.

### Match preliminari
L'evento si aprì con il Fatal 4-Way Elimination match per il World Tag Team Championship tra la coppia campione Chris Jericho e Christian, Booker T e Goldust, i Dudley Boyz (Bubba Ray Dudley e D-Von Dudley) e William Regal e Lance Storm. Dopo un batti e ribatti tra i quattro team, Regal schienò Bubba Ray dopo l'esecuzione di un top rope leg drop da parte di Storm per eliminare i Dudley Boyz. In seguito, Goldust eseguì la Director's Cut su Regal per poi schienarlo ed eliminare sia lui che Storm dal match. Nel finale, Booker colpì Jericho con la Book-End per poi schienarlo e conquistare i titoli di coppia di Raw insieme a Goldust.
Il secondo match fu tra Edge e A-Train. Il match iniziò con A-Train che si portò in vantaggio su Edge dopo averlo colpito con uno shoulder block. In seguito, A-Train tentò di eseguire un body slam su Edge, ma quest'ultimo contrattaccò spingendo A-Train all'esterno del ring. Rientrati sul ring, A-Train ritornò in controllo della contesa dopo aver catapultato Edge contro le corde del ring. A-Train applicò poi una headlock su Edge, dalla quale Edge si liberò colpendo A-Train con una DDT. Successivamente, Edge eseguì uno spinning heel kick su A-Train per poi colpirlo con un facebuster attraverso le corde del quadrato. Nel finale, A-Train colpì Edge con una sedia d'acciaio facendo, così, terminare l'incontro con la vittoria di Edge per squalifica. Al termine del match, Edge si vendicò colpendo per sette volte A-Train con la sedia.
Il match successivo fu tra Chris Benoit e Eddie Guerrero. Durante il match, Benoit applicò una reverse chinlock su Guerrero, ma quest'ultimo riuscì a liberarsi dalla presa dopo aver colpito la zona addominale di Benoit. In seguito, Guerrero intrappolò Benoit in una reverse head-scissors, dalla quale Benoit evase per poi rinchiudere Guerrero in un'altra presa di sottomissione. Guerrero riuscì poi a liberarsi dalla presa dopo aver toccato le corde del ring. Dopo un batti e ribatti, Guerrero eseguì i Three Amigos su Benoit per poi colpirlo con la Frog Splash, ma Benoit si liberò dopo un conto di due. Nel finale, nonostante l'interferenza di Chavo Guerrero, Benoit applicò la Crippler Crossface su Eddie per forzarlo alla resa e vincere il match.
Il quarto match della serata fu tra Kane e Batista. Il match iniziò con Batista che si portò in vantaggio su Kane dopo l'esecuzione di uno shoulder block. In seguito, Batista tentò di eseguire una powerslam su Kane, ma quest'ultimo colpì Batista con una gomitata per poi colpirlo, a sua volta, con una powerslam. Dopo che Batista gettò Kane all'esterno del ring, Ric Flair provò ad interferire in favore di Batista, ma Kane sventò l'interferenza colpendo Flair. Successivamente, Kane lanciò Batista contro un tenditore delle corde per poi colpirlo con un big boot ed una sidewalk slam. Batista si riprese e tentò di eseguire la Batista Bomb su Kane, ma quest'ultimo contrattaccò e tentò la Chokeslam. Tuttavia, Batista rovesciò la manovra in una spinebuster, ma Kane si liberò dallo schienamento dopo un conto di due. Nel finale, dopo che Flair distrasse Kane, Batista colpì Kane con la Batista Bomb per poi schienarlo e vincere il match.
Il match seguente fu il Triple Threat match valevole per il Women's Championship tra la campionessa Victoria e le sfidanti Trish Stratus e Jacqueline. Durante le fasi iniziali del match, Jacqueline si portò in vantaggio colpendo Victoria con uno sweep kick. In seguito, Trish tentò di eseguire un bulldog su Jacqueline, ma Jacqueline e Victoria colpirono Trish con un double back suplex. Durante il match, Trish iniziò a dominare colpendo Victoria con molteplici calci per poi eseguire una neckbreaker su Jacqueline. Trish colpì poi Jacqueline con il Chick Kick, ma Victoria interruppe lo schienamento al conteggio di due. Nel finale, Trish colpì Jacqueline con una clothesline, ma Victoria colpì poi Trish con il Women's Championship e schienò Jacqueline per vincere il match e mantenere il titolo femminile.

### Match principali
Il sesto match dell'evento fu quello valevole per il WWE Championship tra il campione Big Show e lo sfidante Kurt Angle. Durante il match, Big Show dominò Angle, ma poi quest'ultimo riuscì a rinchiudere Big Show in una head-scissors. In seguito, Angle applicò una sleeper hold su Big Show, ma il campione si liberò dalla presa. Big Show ritornò in controllo della contesa, però Angle contrattaccò tirando un calcio in faccia a Big Show per poi salire sulla terza corda del ring, dalla quale si lanciò con un missile dropkick per colpire Big Show. Dopo aver colpito Big Show con il missile dropkick, Angle lo schienò, ma Big Show si liberò dallo schienamento. Dopo un batti e ribatti (tra cui varie interferenze di A-Train in favore di Big Show), Angle schienò Big Show per vincere il match e conquistare il titolo dopo che Brock Lesnar interferì colpendo Big Show con la F-5.
Il main event fu il Three Stages of Hell match per il World Heavyweight Championship tra il campione Shawn Michaels e lo sfidante Triple H. La prima delle tre eventuali cadute dell'incontro fu uno Street Fight match. Michaels e Triple H iniziarono il match all'interno del ring. Durante il match, Triple H tentò di eseguire un suplex su Michaels attraverso di un tavolo, posizionato all'esterno del ring, ma il campione contrattaccò e rilanciò Triple H all'interno del quadrato con un suplex. Michaels provò poi ad eseguire la Sweet Chin Music, ma Triple H lo bloccò per poi colpirlo al ginocchio sinistro. Da quel momento in poi, Triple H si focalizzò sul ginocchio sinistro di Michaels colpendolo con un bidone della spazzatura per poi applicare la figure-four leglock. Michaels rovesciò poi la presa di sottomissione, però Triple H lo colpì al volto con un coperchio dell'immondizia. In seguito, i due si spostarono verso la rampa dello stage, dove Triple H prese una mazza con filo spinato per poi infuocarla con le fiamme presenti nella coreografia dello stage. Triple H cercò di utilizzare la mazza infuocata per colpire Michaels, ma HBK schivò l'attaccò e si impossessò della mazza andando, così, a colpire Triple H in pieno volto per poi riportarlo sul ring. Nonostante subì una profonda ferita alla fronte, Triple H fu poi in grado di colpire Michaels con il Pedigree per poi schienarlo per aggiudicarsi la vittoria della prima caduta. La seconda delle tre eventuali cadute fu uno Steel Cage match. Durante il match, Triple H catapultò Michaels contro il muro metallico della gabbia per poi sfregargli il volto contro lo stesso muro, andandogli ad aprire una vistosa ferita alla fronte. Successivamente, Ric Flair accorse a bordo ring, mentre Michaels e Triple H stavano lottando sulla cima della gabbia, e piazzò dei tavoli all'esterno del ring. Dopo che Michaels colpì Triple H con un diving elbow drop, Flair entrò dentro la gabbia per aiutare Triple H, ma Michaels colpì Flair al volto con una sedia d'acciaio, ferendolo alla fronte, per poi eseguire su di lui la Sweet Chin Music. In seguito, Flair venne riportato nel backstage e Michaels colpì Triple H con la Sweet Chin Music. Dopodiché, Michaels posizionò Triple H su di un tavolo e salì in cima alla gabbia per poi gettarsi con uno splash sopra a Triple H, mandando il tavolo in frantumi. Michaels schienò poi Triple H per vincere la seconda caduta e ristabilire la parità. La terza ed ultima caduta dell'incontro fu un Ladder match. Michaels prese una scala da sotto il ring e la utilizzò prima per colpire Triple H alla schiena e poi per sbattercelo sopra con un suplex. Più avanti, Michaels salì sulla cima della scala per tentare di gettarsi con uno splash sopra Triple H, ma quest'ultimo evitò l'impatto per poi colpire Michaels con il Pedigree. Triple H iniziò la scalata per impossessarsi del titolo, ma Michaels si rialzò e fece cadere Triple H dalla scala per poi colpirlo con la Sweet Chin Music. In seguito alla Sweet Chin Music, Triple H cadde all'esterno del ring e Michaels iniziò la scalata. Nel finale, Triple H riuscì a riprendersi e spinse Michaels giù dalla scala, con HBK che finì con lo schiantarsi attraverso una pila di tavoli, posti in precedenza da Flair all'esterno del ring, mandandoli in frantumi. Triple H iniziò la scalata e staccò il World Heavyweight Championship dal gancio diventando, così, il nuovo campione.

## Risultati
| #    | Incontri | Stipulazioni                                                        | Durata |
| ---- | --- | ------------------------------------------------------------------- | ------ |
| Heat | Jeff Hardy ha sconfitto D'Lo Brown                                                                              | Single match                                                        | 04:56  |
| 1    | Booker T e Goldust hanno sconfitto Chris Jericho e Christian (c), The Dudley Boyz e Lance Storm e William Regal | Fatal four-way elimination match per il World Tag Team Championship | 16:43  |
| 2    | Edge ha sconfitto A-Train per squalifica                                                                        | Single match                                                        | 07:12  |
| 3    | Chris Benoit ha sconfitto Eddie Guerrero per sottomissione                                                      | Single match                                                        | 16:47  |
| 4    | Batista (con Ric Flair) ha sconfitto Kane                                                                       | Single match                                                        | 06:38  |
| 5    | Victoria (c) ha sconfitto Jacqueline e Trish Stratus                                                            | Triple threat match per il WWE Women's Championship                 | 04:28  |
| 6    | Kurt Angle ha sconfitto Big Show (c) (con Paul Heyman)                                                          | Single match per il WWE Championship                                | 12:36  |
| 7    | Triple H ha sconfitto Shawn Michaels (c)                                                                        | Three stages of hell match per il World Heavyweight Championship    | 38:35  |

### Fatal four-way tag team elimination match
| Eliminazione | Wrestler           | Team                          | Eliminato da       | Tempo              |                    |
| ------------ | ------------------ | ----------------------------- | ------------------ | ------------------ | ------------------ |
| 1            | Bubba Ray Dudley   | The Dudley Boyz               | William Regal      | 5:17               |                    |
| 2            | William Regal      | Lance Storm e William Regal   | Goldust            | 5:33               |                    |
| 3            | Chris Jericho      | Chris Jericho e Christian (c) | Booker T           | 16:43              |                    |
| Vincitori:   | Booker T e Goldust | Booker T e Goldust            | Booker T e Goldust | Booker T e Goldust | Booker T e Goldust |